# John Dorian
Dr. Jonathan Michael Dorian (mais conhecido como"J.D.") é um personagem fictício interpretado por Zach Braff na sitcom norte-americana Scrubs.

## Perfil
J.D. é o narrador e personagem principal—ele faz a narração do show ligando as duas a três histórias em cada episódio (com apenas 5 exceções). Ele é um pouco estranho, mas sabe se relacionar e já teve casos com várias garotas atraentes (como Elliot, Danni, Jordan, e Kylie). Ele recentemente completou 30 anos, que coloca seu dia de nascimento em 1975. É revelado também que ele é prematuro. No episódio da 5ª temporada, “My Urologist” ele revela que seu testículo esquerdo é significantemente menor que o direito, e no season finale desta mesma temporada, "My Transition", a sua namorada de duas semanas e meia, Dra. Kim Briggs (interpretada por Elizabeth Banks) diz a J.D. que ela está grávida, sem maiores detalhes.

## Histórico familiar
J.D. é o filho mais novo de Sam e Barbara Dorian. Ele tem um irmão mais velho, chamado Dan, interpretado por Tom Cavanagh. Seus pais são divorciados. No episódio 4.02, é revelado que J.D. cresceu Trotwood, Ohio. O ator John Ritter interpretou seu pai, que morreu durante a série (Episódio 4.06, "My Cake") como um tributo à morte de Ritter. Sam era um vendedor de material de escritório, J.D. descrevendo-o como um “mau vendedor” e ele parece querer melhorar a condição financeira da família, dando a J.D. uma parte de bicicleta por ano como um presente de aniversário. Sam e Barbara se divorciaram quando J.D. tinha seis anos, então Sam deixou a casa. Barbara então se casou novamente seis vezes. Ela mora com seu noivo, que expulsou Dan de casa (Episódio 3.05, "My Brother, Where Art Thou?").
No episódio 2.17, J.D. revelou que tinha uma avó que era ainda viva. Ela aparece também em um flashback no episódio 1.15. Mas no episódio 3.06, Vovó Dorian morreu. No mesmo episódio, J.D. também mencionou Nanna Hobbs. Ele disse que ela era “uma fanática racista”, apoiado por seu melhor amigo Afro-Americano, Turk, porque ela o atacou por ter alegadamente roubado sua casa.

## Carreira
No Sacred Heart, J.D. era inicialmente um interno, depois um residente e logo um atendente em medicina interna. Ele serviu como Chefe de Residência com Elliot durante seu quarto ano no Sacred Heart, até que o zelador convenceu todos a chamá-lo Co-Chefe, que ele inicialmente rejeitou mas depois aceitou devido às capacidades de Elliot. Ele pegou o emprego de internista no fim da quarta temporada, um posto que continua até agora.

## Hábitos
Ele tem medo de tubarões, balões de ar quente, escadas rolantes, e libélulas; age estranhamente com moedas; coleciona cicatrizes, ama braceletes de doces e sua bebida favorita é o appletini (martini com maçã). Ele declarou concordar e discordar com Karma. É desconhecida sua religião, levando a acreditar que ele possa ser um ateísta, um cristão, um budista, um Hare Krishna, um judeu ou outras.
Apesar de sua ternura no Sacred Heart, e seu avançado senso de liderança, ele é frequentemente torturado pelo misterioso e psicótico zelador. Este assunto foi tema maior de vários episódios, principalmente em "His Story III". Seu medo de moedas pode ser explicado pela sua primeira conversa com o zelador onde ele inocentemente, e corretamente, disse que uma moeda estava emperrando a porta. Outro personagem que parecia muito com J.D. teve a mesma conversa envolvendo um clip de papel mais tarde na série.

## Transporte
Seu principal meio de transporte é sua pequena lambreta "Sasha", sendo que ela normalmente bate, voa, é destruída, ou continua dirigindo dentro de alguma coisa, ele também tem uma bicicleta azul como suporte. A bicicleta foi destruída pelo zelador e por Troy depois de vencê-los numa charada (duas moedas juntas somam 30 centavos, e uma delas não é de 5 centavos), e sua sucessora foi destruída semelhantemente em "My Deja Vu, My Deja Vu" pela mesma coisa. Ele gosta de usar um "capacete para penteados", que o previne de ter um "penteado-capacete".

## Relação com outros personagens

### Turk
Turk é seu melhor amigo, e têm uma grande história desde quando eram colegas de faculdade, e continuaram a ser colegas mesmo quando se tornaram colegas e residentes. Eles frequentemente brincam alguma brincadeira infantil, incluindo walkie-talkies, ou brincando de esconde-esconde. Os dois juntos formam uma entidade que eles chamam "Doutores Siameses Multi-Étnicos" (com um “cólon único” e movimentos coordenados), uma transformação que leva dois segundos para se completar. J.D. disse que uma vez sofreu de "Febre Turk", que, de acordo com Turk, muitas mulheres já sofreram. Os dois "formariam um lindo casal", como disse Colin Farrell durante sua participação na série em "My Lucky Charm". Eles são tão íntimos que, uma vez, tiveram um gongo que tocavam depois de fazer sexo para que o outro pudesse ouvir de qualquer distância. Apesar de tudo eles se separaram depois da insistência de Carla quando se casou com Turk, e J.D. teve que morar num hotel, depois no apartamento de Turk e Carla (secretamente, sem o conhecimento de Carla), e em um novo apartamento, junto com Elliot. J.D. tentou compensar o tempo sem estar com Turk, introduzindo uma "Hora Turk”,  saindo com Turk quando possível, trocando horários para fazê-lo. Eles têm um cachorro empalhado chamado Rowdy, que Carla prometeu jogar fora quando se casasse, apesar de nunca ter feito. Sua relação pode ser comparada à de Chandler e Joey em ‘’Friends’’.
J.D. e Turk foram referidos como "um adorável casal gay inter-racial" depois que Denise, a mulher da ambulância (Molly Shannon) observou-os correndo na rua.

### Elliot
JD and Elliot têm sido amigos desde o começo do show, tendo sentimentos românticos um pelo outro. Nas 1ª a 3ª temporadas, uma piada corrente era que J.D. dormia com Elliot pelo menos uma vez a cada temporada, até os criadores do show acabaram com ela considerando um clichê. Na 3ª temporada, Carla diz: "Já é essa época do ano de novo?" Mas na 4ª temporada, após seu 3º relacionamento fracassado, eles perderam todos os sentimentos românticos pelo outro e decidiram continuar amigos, sendo que sua amizade é bastante íntima. No episódio 5.03, J.D. se mudou para o apartamento de Elliot e eles moraram juntos desde esse dia. Na oitava temporada os dois voltam a namorar sem se importar com que os outros pensam sobre isso.

### Dr. Cox
J.D. o vê como seu mentor ("My Mentor"), e implora pela sua afeição e orgulho, que é raramente dada. Apesar, Cox prometeu a irmão de J.D, Dan, de protegê-lo, já que Dan não é admirado pelo seu irmão. J.D. também dormiu com Jordan (e sua irmã Danni), a ex-esposa de Dr. Cox, antes de saber disso.

### Carla
J.D. e Carla são bons amigos durante a série, com Carla advertindo-o e dando um apelido especial a ele, Bambi. Mas em “My Nickname”, J.D. a ofende tratando-a como uma simples enfermeira.

### Internos e residentes
Seus internos riem de suas piadas apenas para satisfazê-lo; ele costumava pensar que era realmente engraçado, mas viu a realidade que estavam apenas tentando se promover. Ele pediu para que rissem apenas de piadas realmente engraçadas, mas mudou de ideia, apenas para fazer se sentir melhor.
Na 5ª temporada, Keith, um dos internos, tem um grande desenvolvimento de seu personagem desde sua 1ª aparição no show no episódio 5.01, "My Intern's Eyes". De uma  posição onde não podia encontar coragem para falar com J.D., ele rapidamente cresceu para um interno com boa visão, física e médica habilidade, fazendo J.D. não gostar dele intensivamente primeiro como um interno, depois como um competidor quando Elliot o escolheu como seu “estepe” ("My Buddy's Booty"). J.D. finalmente aceitou Keith com o princípio de que Elliot realmente gosta de Keith e sua amizade íntima com Elliot poderia aceitá-lo sem problemas.

## Apelidos
Apelidos: Newbie (Novato) por Dr. Cox, Bambi por Carla, Q-Tip por Laverne, J-Dizzle, Urso de Baunilha (em contraponto a Urso de Chocolate, Turk), PePe LeFritz, Dorothy (apelido dado após ter participado do papel numa produção do colégio O Mágico de Oz), numerosos nomes femininos, em um episódio nomes de cachorros famosos (como "Lassie" e "ToTo") após Dr. Cox ouvir que J.D. estava aparentemente se beijaando com Rowdy, seu cachorro estufado. Ele não gosta de ser chamado de Johnny, o que seu pai e seu irmão mais velho. Se ele for à prisão, ele gostaria de ser chamado de Gizmo. Um notável apelido é Joanna, porque seus pais esperavam que ele fosse uma menina, mas quando ele se tornou um menino, eles não sabiam como chamá-lo; eles continuaram a chamá-lo de Joanna por dois anos, até que decidiram chamá-lo Johnny. Ele gostaria que as pessoas o chamassem de Tiger. Também por um episódio, J.D. se referiu como "The Boat." Ele também é conhecido como DJ pela ex-esposa de Dr. Cox, Jordan.
Os nomes femininos dados pelo Dr Cox (e sua ex-esposa Jordan, com asterisco) a J.D, listados por temporada e episódio.
- 1ª Temporada: 101 – Pumpkin, 102 – Susan, 105 – Margaret, 106 – Agnes, 108 – Supergirl, 110 – Janet, Ginger, 111 – Judy, Marjorie, Sally Sensitive*, 112 – Ginger, Gidget, 113 – Lillian, Clarabelle, 114 – Grace, Sweetheart, 116 – Marcia, My Little Precious, Rainbow, 117 – Shirley, 118 – Tinkerbell, Betty, 119 – Reba, 120 – Joanie, 121 – Belinda, 122 – Gladys, Clara, Janice, 123 – Rhonda, Kimmy, 124 – Charlotte
- 2ª Temporada: 201 – Felicia, Oprah, Farrah, 202 – Sandy, 203 – My Gal Friday, Muffin, Angie, Pumpkin, 205 – Babs, Tiny Dancer, Fiona, 206 – Vivian, 207 – Martha, Nancy Drew, 208 – Sabrina, 209 – Brittany, Eunice, Carol, Murder She Wrote, Shakira, 210 – Denise, 213 – Roseanne, 214 – Betsy, 215 – Katie, Lilly, 216 – Girl’s Name, Ellen, 217 – Maggie, Lady, Nancy, Marcia, 218 – Lassie, Astro, Scooby, Toto, Fido, Rin-Tin-Tin, Hooch, Benji, 219 – Girl, 221 – Shannon, 222 – Angel, Wilma
- 3ª Temporada: 301 – Zsa Zsa, Gwyneth, 302 – Hilton Sister, 303 – Dixie, Naomi, 305 – Molly, Janice, Denice, Tiffani Amber-Thiessen, Princess, Pippy, 307 – Angela, Violet, 308 – Tammy, 312 – Beyonce, Britney, Pink, 314 – Polly, Sheila, Val, 315 – Annika, Abby, Judy, Sally*, 316 – Carol, Debbie, 318 – Trish, Annie, 319 – Sheila
- 4ª Temporada: 401 – M’lady, Marishka, Gisele, Fantasia, 402 – JoJo, Scarlett, 404 – Portia, Kiki Dee, Peggy, 405 – Gloria, Gidget, Wonder Bra, 409 – Priscilla, 411 – Heather, Claudia, 413 – Lady, Nancy, 417 – Loretta, Spider-Girl, 420 – Betty
- 5ª Temporada: 501 – Lindsay, Angie, 502 – Daphne, 504 – Priscilla, Carol, 507 – Dorothy, 510 – Joanna, 511 – Marge, 512 – Bethany, Trish, 515 – Stephanie

Ainda a outros que se repetem várias vezes, que são: Ginger, Denise, Judy, Carol, Nancy, Betty e Angie.